# Heike Warnicke
Heike Warnicke, née Schalling le 1er juin 1966 à Weimar (République démocratique allemande), est une ancienne patineuse de vitesse allemande.

## Palmarès
- Jeux olympiques
  -  Médaille d'argent sur 3000 m aux Jeux olympiques d'hiver de 1992 à Albertville
  -  Médaille d'argent sur 5000 m aux Jeux olympiques d'hiver de 1992 à Albertville

- Championnats du monde toutes épreuves
  -  Médaille d'argent en 1991 à Hamar
  -  Médaille de bronze en 1993 à Berlin

- Championnats d'Europe toutes épreuves
  -  médaille d'argent en 1991 à Sarajevo
  -  médaille d'argent en 1993 à Heerenveen
  -  médaille de bronze en 1990 à Heerenveen
  -  médaille de bronze en 1992 à Heerenveen

- Coupe du monde
  - Vainqueur du classement du 3000/5000 m en 1988-1989 et 1990-1991
  - 5 victoires